# Guàrdia varega
La guàrdia varega (grec medieval: Τάγμα των Βαράγγων, Tagma ton Varàngon) fou un regiment de mercenaris d'origen nòrdic i anglosaxó («varegs») que prestaren servei en l'exèrcit romà d'Orient des del segle x fins al segle xiii. El nom és documentat per primera vegada en l'entrada corresponent al 1034 de la crònica de Joan Escilitzes.
Els varegs arribaren a l'Imperi Romà d'Orient des de la Rus de Kíev. El 988, el príncep Vladímir I de Kíev cedí a l'emperador Basili II un regiment de 6.000 homes per ajudar-lo a sufocar la revolta de Bardes Focas. Durant els dos segles següents, els varegs participaren en les guerres de l'imperi i foren la guàrdia personal de l'emperador romà d'Orient. Custodiaren el Gran Palau de Constantinoble fins que en l'època dels Comnens foren transferits als palaus de Màngana i Blaquernes. Formaven una unitat d'elit coneguda per la seva fidelitat, el seu vigor, les seves armes, la seva indumentària i la seva disciplina. Alguns dels seus oficials foren recompensats amb títols, com ara Harald Hardrada, a qui li fou concedida la dignitat d'espatarocandidat. L'acolut, el comandant de la guàrdia, era generalment un grec.

## Història
El nucli fundacional estava format per vikings varegs (el poble que acabaria formant Rússia), tot i que amb el temps s'hi van incloure saxons, danesos i altres homes procedents del nord. La guàrdia va ser formada per primera vegada durant el regnat de l'emperador Basili II Bulgaròcton l'any 988, quan es va cristianitzar la Rus de Kíev pel príncep Vladímir I de Kíev, després dels acords entre el príncep Vladímir i l'emperador Basili. Vladímir, que havia usurpat feia poc el poder a Kíev amb un exèrcit format per soldats varegs, va enviar 6.000 homes a Basili com a part d'un acord d'assistència militar.
La desconfiança que tenia Basili en la guàrdia imperial, ja que la seva lleialtat canviava sovint i recolzaven a altres pretendents al tron, i la provada confiança que es podia tenir amb els varegs, alguns dels quals ja havien servit a l'exèrcit romà d'Orient amb anterioritat, van portar a l'emperador a utilitzar-los com a guàrdia personal. Al llarg dels anys, soldats procedents de Suècia, Dinamarca, Noruega i Islàndia van mantenir el caràcter predominantment nòrdic de la guàrdia fina a finals del segle xi. Hi va haver una emigració tan gran d'escandinaus que es volien unir a la guàrdia que una llei medieval sueca de Västergötland disposava la prohibició que cap ciutadà pogués heretar mentre es trobés a «Grècia» (la paraula que usaven els escandinaus per referir-se a l'Imperi Romà d'Orient). Al segle xi també hi havia dues altres corts europees que reclutaven soldats escandinaus: la Rus de Kíev i Londres.
Durant els primers 100 anys de la seva existència va estar formada principalment per soldats nòrdics, però gradualment va anar incorporant reclutes anglosaxons que emigraven de les Illes Britàniques a causa de la invasió i conquesta dels normands. A l'època d'Aleix I Comnè, a finals del segle xi, la guàrdia estava principalment formada per aquests soldats i per «altres que havien sofert devastació a mans dels vikings i els seus cosins normands». Els anglosaxons i els altres pobles germànics compartien la tradició vikinga d'una extrema fidelitat, fins a la mort si fos necessari. A més, després de la invasió normanda, molts d'ells havien perdut les seves terres i s'havien hagut de fer mercenaris per a subsistir.
La guàrdia varega proporcionava seguretat a l'emperador, va participar en moltes de les guerres de l'imperi, i va tenir, en molts casos, un important paper en les batalles perquè eren utilitzats sobretot en els moments més crítics. A finals del segle xiii, la guàrdia varega s'havia assimilat ètnicament amb els romans d'Orient, encara que va seguir actuant fins a mitjans del segle xiv. L'any 1400 encara apareixen escrits de persones que s'identifiquen a si mateixes com a «varegs» a Constantinoble.

### Creació
Entre la segona meitat del segle ix i la primera del x els vikings van fundar diverses colònies seguint el riu Volga, i des d'allà van organitzar nombrosos atacs contra Constantinoble, que van saquejar l'any 860. Un segle més tard, l'any 988, el príncep (kniaz) Vladímir I de Kíev, d'origen viking, va pactar una aliança amb l'emperador Basili II i a canvi de casar-se amb la seva germana Anna Porfirogènita, li va proporcionar un exèrcit de 6.000 homes, l'inici de la guàrdia varega.
Portaven una destral de doble tall com a arma principal i alguns anys després es van adaptar a portar espasa i a usar l'arc. La seva tasca, a més de protegir la família imperial, era lluir els seus uniformes i les seves armes a les festes i a les cerimònies. Més endavant, la protecció de l'emperador va ser quasi la seva única ocupació. Els historiadors romans d'Orient (especialment Miquel Psel·los) els anomenen «portadors de destrals».

### Característiques
El nucli fundacional de la guàrdia el formaven vikings varegs, també anomenats rus, i amb el temps va incorporar altres pobles procedents del nord d'Europa, normands, saxons, danesos i anglesos. La guàrdia la integraven uns 6.000 homes, quantitat que no va baixar mai, i eren les tropes millor pagades de l'exèrcit romà d'Orient. Va existir durant uns 300 anys.
El més conegut de tots els seus comandants va ser un rei viking a l'exili, Harald III de Noruega, que, a les ordres de Jordi Maniaces, va conquerir per a l'imperi territoris d'Anatòlia i Bulgària (on l'anomenaven Boklgara brennir, 'el devastador de búlgars'), a més de Sicília. Posteriorment, aquest rei va tornar a Noruega. Va morir tractant de conquerir Anglaterra en la batalla de Stamford Bridge.
Els mercenaris varegs, a més de protegir l'emperador, acostumaven a acompanyar-lo a la guerra. Tenien fama d'homes hàbils i de grans recursos, excel·lents lluitadors i, sobretot, molt lleials.